# Lionel Hampton Jazz Festival
Das Lionel Hampton Jazz Festival ist ein alljährlich an der University of Idaho stattfindendes Jazzfestival, das etablierte Jazzmusiker mit Studenten zusammenbringt. Rund um das Festival gibt es neben den Festivalauftritten der eingeladenen Jazzmusiker und Studenten Workshops und Kliniken. Es findet an vier Tagen im Februar statt.
Das erste Jazzfestival fand 1967 statt. Seinen Durchbruch auf nationaler Ebene hatte es 1981, als der Auftritt von Ella Fitzgerald tausende Besucher anlockte. 1984 erhielt es Unterstützung von Lionel Hampton, nach dem das Festival 1985 benannt wurde. Ab 1995 schloss sich ein Programm für Schulen an, bei der auftretende Jazzmusiker lokale Schulen in Idaho und im Osten von Washington besuchten.
2006 wurde John Clayton künstlerischer Leiter. Davor war Doc Lynn Skinner seit 1977 Direktor.
Auf dem Festival traten außer den Genannten unter anderem Doc Severinsen, Bobby McFerrin, Sarah Vaughn, Dizzy Gillespie, The Manhattan Transfer, Elvin Jones, Dianne Reeves, Gerry Mulligan, Carmen McRae, Stan Getz, Diana Krall, Roy Hargrove, Wynton Marsalis, Hank Jones, Benny Green, Joey DeFrancesco und Freddie Hubbard auf.
2007 erhielt das Festival die National Medal of Arts.